# Sacavém (stacja kolejowa)
Sacavém (port: Estação Ferroviária de Sacavém) – stacja kolejowa w Sacavém, w regionie Lizbona, w Portugalii. Znajduje się na Linha do Norte, na prawym brzegu ujścia Trancão, w gminie Loures, kilka kilometrów na północ od Lizbony. Jest obsługiwana wyłącznie przez pociągi podmiejskie CP Urbanos de Lisboa, w tym przez Linha de Sintra i Linha da Azambuja.

## Historia
Odcinek między Lizboną i Carregado Linha do Norte został otwarty w dniu 28 października 1856 wraz ze stacją kolejową. 
W 1902 Companhia Real dos Caminhos de Ferro Portugueses zbudowało mijankę na tej stacji.
Wraz z wznowieniem ruchu podmiejskich linii w Lizbonie, stacja Sacavém została włączona jako punkt przesiadkowy dla linii Sintra i Azambuja.

## Charakterystyka

### Architektura
Budynek, pierwotnie w stylu manuelińskim, następnie przebudowany z bardziej nowoczesnych materiałów. Niebieskie i białe kafelki, która pochodzą  jeszcze z XIX wieku to najstarsze elementy stacji.

### Infrastruktura
W styczniu 2011 roku, stacja posiadała 4 tory o długości 641, 712 i 747 metrów długości, znajdujących się przy trzech peronach o dłogiści 220 i 221 metrów i 90 cm wysokości.

## Linie kolejowe
- Linha do Norte